# Samah Ramadan
Pour les articles homonymes, voir Ramadan (homonymie).
Samah Ramadan Mohamed, née le 16 avril 1978 au Caire, est une judokate égyptienne.

## Carrière
Dans la catégorie des plus de 78 kg, Samah Ramadan est médaillée d'or aux Championnats d'Afrique de judo 2001, aux Championnats d'Afrique de judo 2005, aux Championnats d'Afrique de judo 2006 et aux Jeux africains de 2007. Elle est médaillée d'argent aux Championnats d'Afrique de judo 2004, aux Jeux de la Francophonie 2005 et aux Championnats d'Afrique de judo 2008 et médaillée de bronze aux Championnats d'Afrique de judo 2009. Elle dispute également les Jeux olympiques d'été de 2004 et les Jeux olympiques d'été de 2008.
En open (toutes catégories), elle remporte l'or aux Championnats d'Afrique de judo 2001, aux Championnats d'Afrique de judo 2005 et aux Championnats d'Afrique de judo 2006, l'argent aux Championnats d'Afrique de judo 2004, aux Championnats d'Afrique de judo 2008 et aux Championnats d'Afrique de judo 2009 et le bronze aux Jeux africains de 2007.